# Gardens of the World with Audrey Hepburn
Gardens of the World with Audrey Hepburn è un film documentario in otto episodi mandato in onda nel 1993 dall'emittente statunitense PBS. Fu l'ultimo progetto completato dall'attrice britannica Audrey Hepburn, la quale morì il giorno precedente alla presentazione in anteprima del primo episodio, il 21 gennaio 1993. Per questo programma Audrey Hepburn ricevette un Primetime Emmy Awards postumo nel 1993.
Nella serie, girata nella primavera ed estate del 1990, Hepburn visita giardini originali e degni di nota, sia privati che pubblici, di sette paesi del mondo - Stati Uniti, Francia, Gran Bretagna, Italia, Paesi Bassi, Giappone e Santo Domingo - arricchendo gli episodi con letture teatrali o discorsi sul problema ambientale. Alternate alle scene dell'attrice, sono presenti gli spezzoni di approfondimento storico narrati dall'attore britannico Michael York che subentrò come voce narrante quando Hepburn si ammalò durante la realizzazione della serie.
Audrey Hepburn devolse il compenso ricevuto per questo lavoro all'UNICEF.
I primi sei episodi andarono in onda nel 1993, mentre gli ultimi due episodi non furono trasmessi fino al 1996. La serie di documentari fu trasmessa in TV in più di 30 paesi e  fu poi distribuita in versione completa in home video nel Nord America verso la fine degli anni novanta, mentre l'edizione in DVD risale al settembre 2006. 

## Gli episodi
Ogni episodio presenta un diverso tema riguardante il giardino, nonché concetti più ampi su estetica, botanica, cultura o ambiente.
1. "Rose e roseti" esplora il patrimonio, la bellezza e il romanticismo delle rose da giardino: dall'ideale francese di roseto nel Roseto di L’Haÿ-les-Roses, a sud di Parigi, all'insuperabile collezione di rose antiche presso l'Abbazia di Mottisfont nell'Hampshire, in Inghilterra. Ospite: Graham Stuart Thomas.
2. "Giardini formali" espone l'evoluzione della progettazione dei giardini formali attraverso i secoli: dai giardini rinascimentali italiani (Villa Gamberaia, Villa Lante), ai grandiosi giardini francesi del XVII secolo (Chateau de Courances, Versailles) fino alla fusione degli stili formali e naturali nei giardini inglesi del XX secolo (Hidcote Manor, Tintinhull House). Vi appaiono alcuni siti Patrimonio dell'umanità UNESCO: Villa Adriana a Roma, l'Alhambra a Granada e Versailles. Ospite: l'autrice e designer di giardini britannica Penelope Hobhouse.
3. "Tulipani e bulbi primaverili" racconta la storia dell'influenza del tulipano attraverso i secoli nella storia e nell'arte dei Paesi Bassi. Presenta pregiati e rari esemplari di tulipano, fritillaria, giacinti, muscari e narcisi – piantati in massa, in impianti misti e in maniera naturalistica in prati e boschi. Include i giardini olandesi del Palazzo di Het Loo, l'Orto botanico di Leida, l'Hortus Bulborum e il Keukenhof e i giardini inglesi di Chenies Manor e Garsington Manor.
4. "Giardini floreali" presenta esempi dello stile di giardinaggio misto e più naturalistico emerso per la prima volta all'inizio del XX secolo, quali i copiosi percorsi di colore impressionistici di Claude Monet nei suoi giardini a Giverny e le classiche aiuole perenni di Tintinhull House a Somerset. Ospite: Penelope Hobhouse.
5. "Giardini di campagna" esamina le diverse tipologie e gli usi del giardino di campagna: dal Giardino di Ninfa a sud di Roma, ai giardini cottage nell'Hidcote Bartrim Village nel Cotswold, fino ai giardini rurali di Chilcombe House nella contea di Dorset in Inghilterra. Ospiti: l'artista e designer americano, Ryan Gainey e l'autore e designer di giardini britannico John Brookes.
6. "Giardini pubblici e alberi" propone una visione umanista dei giardini e dei parchi pubblici, delle loro prime concezioni e adattamenti: dai giardini di George Washington del Mount Vernon, alla storia del continuo "rinverdimento di Parigi" con il Jardin des Plantes, il Jardin du Luxembourg e il Bois de Boulogne. Audrey Hepburn conclude la puntata con il suo omaggio agli alberi e alla natura, leggendo dal Diario di Anna Frank.
7. I "Giardini giapponesi" testimoniano la venerazione culturale senza tempo del Giappone per il mondo naturale nei giardini di Kyoto: dall'antico giardino di muschio del tempio di Saihō-ji e dai giardini in stile Karesansui di Ryōan-ji, Daisen-In e Ryōgen-in, ai giardini con paesaggio in prestito di Shinyodo, agli estesi giardini con laghetti del Santuario Heian fino al giardino formale da passeggio a Shinshin-An.
8. "Giardini tropicali" attraversa il fascino dei tropici, la sua diversità di specie vegetali, la brillantezza dei colori la varietà e la forma delle foglie illustrate, a due secoli di distanza, nei dipinti e negli scritti delle "exploratrices intrépides" Marianne North e Margaret Mee; si esplorano il lussureggiante e personale paradiso di Villa Pancha nella Repubblica Dominicana, l'orto botanico di Bogor in Indonesia, uno dei giardini botanici più antichi dell'Asia, fino al più giovane Orto botanico Ho`omaluhia nell'isola di Oahu nelle Hawaii.